# Tulpen-Magnolie
Die Tulpen-Magnolie (Magnolia × soulangeana) ist eine Hybride aus der Gattung der Magnolien (Magnolia) in der Familie der Magnoliengewächse (Magnoliaceae). Sie ist eine Kreuzung der chinesischen Yulan-Magnolie (Magnolia denudata) und der ebenfalls aus Ostasien stammenden Purpur-Magnolie (Magnolia liliiflora). Die Tulpen-Magnolie ist heute die in Mitteleuropa am häufigsten angepflanzte Magnolie, deshalb wird sie im Volksmund einfach „Magnolie“ genannt, ohne einen weiteren Zusatz zu verwenden.

## Beschreibung

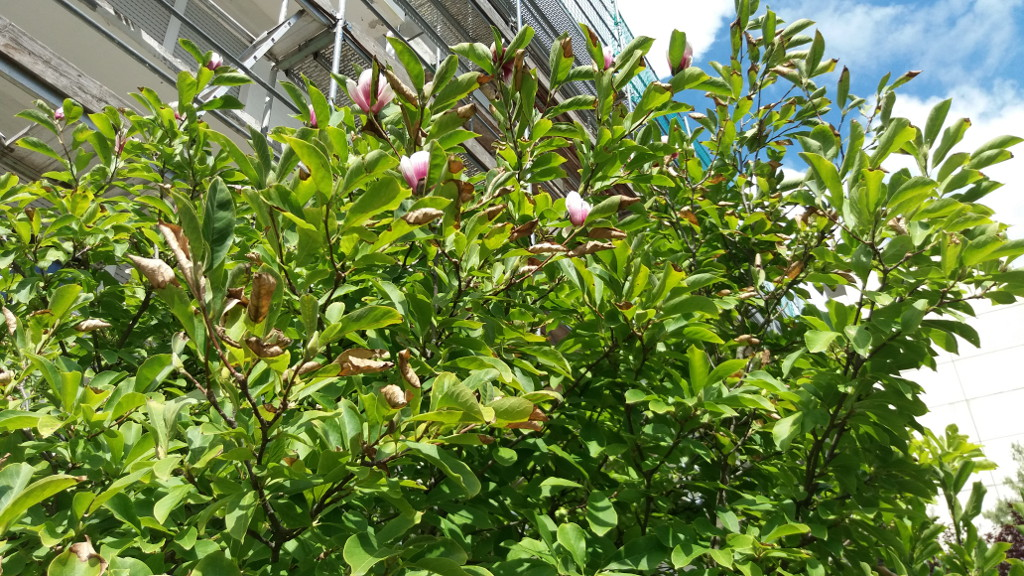
Zweite Blüte einer Tulpenmagnolie im August

Die Tulpen-Magnolie ist ein sommergrüner Baum oder großer Strauch, der eine Höhe bis zu 9 Metern erreicht. Typisch für diese Kreuzung ist eine ausladende Krone auf einem kurzen und meist krummen Stamm. Die Rinde des Stammes ist anfangs glatt und verändert sich mit zunehmendem Alter der Pflanze in ein braungrau mit feinrissiger Borke.
Die wechselständigen, kurz gestielten Laubblätter werden 12 bis 20 Zentimeter lang und bis zu 6 Zentimeter breit. Sie sind ganzrandig, meist bespitzt bis geschwänzt und auf der Oberseite von matter, frischgrüner Farbe. Auf der Unterseite sind die Blätter etwas heller und etwas behaart.
Die Blütenknospen werden schon im Herbst angelegt; zwei seidig behaarte, knospenschuppenähnliche Hochblätter umschließen sie. Die Blüten, wegen der dieser Zierbaum angepflanzt wird, erscheinen schon vor dem Austrieb des Laubes im April bis Mai. Sie stehen endständig und aufrecht an den Zweigen. Auch nach dem Öffnen sind sie noch glockig zusammengeneigt. Die Blütenfarbe schwankt je nach Sorte von weiß über hellrosa bis zu violett. Oft ist das Blüteninnere heller gefärbt, während die Blüten außen und an der Basis dunkler rotviolett gefärbt sind. Die äußeren drei Blütenblätter sind kleiner und etwas grünlich überhaucht, es folgen sechs bis zwölf innere Blütenblätter. Im Zentrum der Blüte sind viele rote Staubblätter und viele Fruchtblätter angeordnet (in unbestimmter Anzahl). Von der Purpur-Magnolie hat die Tulpen-Magnolie die Eigenschaft geerbt, während des Sommers gelegentlich weitere Blüten zu entwickeln.
Samen werden nur selten entwickelt, meist fällt die ganze Fruchtstandsachse noch grün ab. Sie färbt sich rosa-rot zur Reife, falls eine Befruchtung erfolgte. In jeder Sammelbalgfrucht enthalten meist nur wenige Balgfrüchte tatsächlich Samen. Die roten Samen hängen nach der Reife an langen Samenfädchen aus der Balgfrucht heraus.

## Gartenkultur
Die erste Kreuzung wurde von Étienne Soulange-Bodin im Jahr 1820 erzielt. Die Hybride wurde schnell als Ziergehölz populär, schon um 1827 wurden erste Pflanzen nach England eingeführt. Während der folgenden Zeit wurden immer wieder Rückkreuzungen mit den Eltern-Arten, aber auch mit anderen Magnolien aus der Sektion Yulania durchgeführt. Heute gibt es eine breite Palette an Sorten, die in den Merkmalen zwischen den Elternarten stehen. Sie unterscheiden sich vor allem in ihrer Blütenfarbe, der Blütezeit und der Wuchshöhe. Zu den bekanntesten Sorten gehören allerdings nach wie vor einige sehr alte Kreuzungen:
- 'Amabilis' – Blüten weiß, 1865 in Frankreich gezüchtet.
- 'Alexandrina' – 1831 von Cels in Paris eingeführt, entspricht diese Sorte mit ihren weißen, vom Grund her rot überlaufenen Blüten dem in Europa verbreitetsten Typ.
- 'Lennéi' – eine nach dem bedeutenden Gartenarchitekten Peter Joseph Lenné benannte Sorte. Die Blüten sind an ihrer Außenseite dunkel purpurrot.
- 'Lennéi Alba' – diese Sorte hat dagegen rein weiße Blütenblätter.
- 'Picture' – Blütenblätter dunkel violett auf der Außenseite, die Blüten können bis 35 Zentimeter Durchmesser groß werden. 1925 in Japan gezüchtet.
- 'Rustica Rubra' – mit kleinen, recht dunkel rot gefärbten Blüten und starkem Wuchs. Etwa 1893 in den Niederlanden erzielt.

Als Gartenpflanze benötigt die Tulpen-Magnolie einen frischen, leicht sauren Boden, an sonnigen Standorten blüht sie am reichsten. Spätfröste können im Frühjahr die Blüten zerstören, ansonsten ist die Pflanze in Mitteleuropa gut winterhart. Die gärtnerische Vermehrung erfolgt über Stecklinge, spezialisierte Betriebe erzielen eine Bewurzelungsrate nahe 100 %.

## Systematik und Genetik
Beide Elternarten werden heute in die gleiche Subsektion der Gattung Magnolia gestellt: Subsektion Yulania in der Untergattung Yulania. Früher hielt man den einen Elternteil, die Purpur-Magnolie, für näher mit der nordamerikanischen Gurken-Magnolie verwandt.
Die Yulan-Magnolie ist hexaploid mit einer Chromosomenzahl von 6n = 114, Magnolia liliiflora ist tetraploid (4n = 76). Hybriden zwischen beiden können pentaploid (5n = 95) sein, durch Unregelmäßigkeiten bei der Mitose können aber auch höhere oder niedrigere Chromosomenzahlen entstehen. Da Pflanzen mit höheren Chromosomenzahlen oft größere Blüten, dickere Blütenblätter und eine höhere Wuchskraft haben, wurden sie ausgelesen und zu Kreuzungen verwendet. Die Hybride Magnolia × soulangeana ist zwar meist steril, gelegentlich werden aber einige Samen produziert, die den Weg zu weiteren Hybriden mit komplizierten und unregelmäßigen Chromosomensätzen öffnen. So besitzen etwa die Sorten 'Lennei' 133, 'Picture' 143 und 'Rustica Rubra' 156 Chromosomen.